# Socii

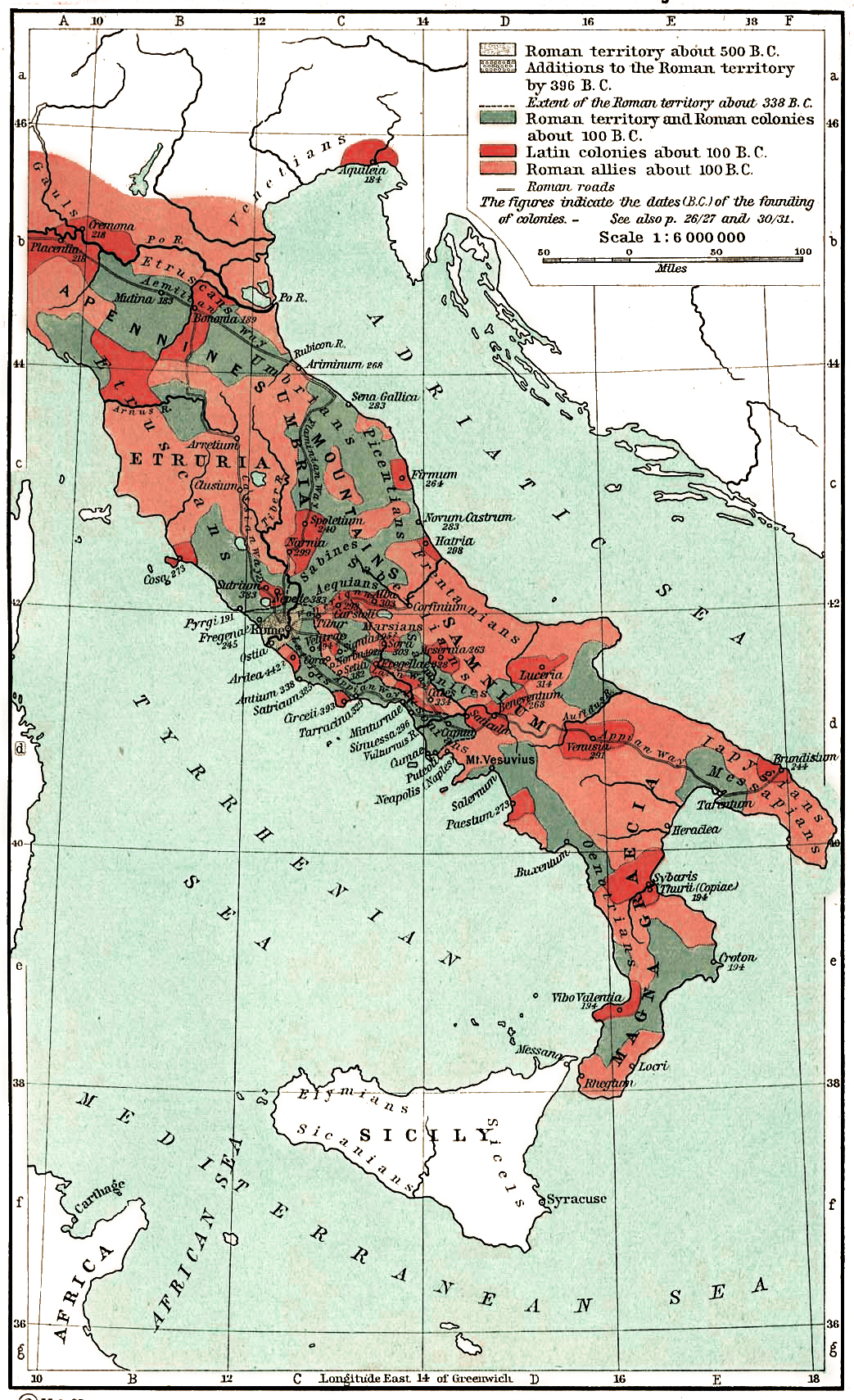
Italie romaine vers 100 av. J.-C. Cives romaines en vert, Latini en rouge, Socii en orange.

Les socii  («alliés») étaient les tribus autonomes et cités-États de la péninsule italienne dans l'alliance militaire permanente réalisée avec la République romaine jusqu'à la Guerre sociale de 91-88 av. J.-C.

## Histoire
La Guerre sociale, ou Guerre marsique, oppose la République romaine et les Socii entre 90 et 88 av J-C. Elle  éclate à la suite de l'assassinat du tribun de la plèbe Livius Drusus  en octobre 91 av. J.-C., alors qu'il tentait de faire obtenir la  citoyenneté romaine aux Italiens alliés de Rome. Ces derniers réclamaient  le droit à la citoyenneté romaine.  Après ce conflit, tous les alliés de Rome se situant dans la péninsule italienne se virent attribuer la citoyenneté romaine et leurs territoires furent incorporés dans les possessions de la République romaine. Les Romains eux-mêmes se référaient à leurs alliés comme les socii Latini («alliés latins»), même si la plupart ne sont pas membres de tribus latines à proprement parler, mais membres de diverses autres tribus et cités-États se situant en Italie. 
En utilisation quotidienne, le mot socius peut signifier «associé» ou «partenaire» en général.